# Sydney Kings
Los Sydney Kings son un equipo de baloncesto australiano con sede en la ciudad de Sídney, en la región de Nueva Gales del Sur, que compite en la NBL, la principal categoría del baloncesto oceánico. Disputa sus partidos en el Sydney Entertainment Centre, con capacidad para 10 500 espectadores.

## Historia
Los Kings (en español, Reyes) nacieron en 1988 de la fusión entre otros dos equipos de la ciudad, los West Sydney Westars y los Sydney Supersonics. Eligieron los colores púrpura y oro, tradicionalmente ligados con la monarquía. Antes de la fusión, ningún equipo de la ciudad había alcanzado antes la Final Four de la NBL, pero eso cambió en 1989, tras llegar a las semifinales tras derrotar a los Melbourne Tigers por 2-1. Pero en el partido que daba acceso a la final fueron humillados por los Canberra Cannons por un abultado 142-82.
La época dorada de los Kings comenzó en la temporada 2002-03. Acabaron la liga regular como primeros, alcanzando la final ante los Perth Wildcats, a quienes derrotaron el en primer partido en Sídney, y posteriormente en Perth por 117-101, logrando su primer título de campeones. Al año siguiente se repitió la historia, volviendo a liderar la temporada regular y alcanzando las finales, en las que derrotaron por un apretado 3-2 a sus vecinos de West Sydney Razorbacks.
La racha triunfal se prolingó una temporada más, encontrándose en este caso en la final a los Wollongong Hawks por un cómodo 3-0, siendo el primer equipo y único hasta el momento en conseguir tres títulos consecutivos. En los años posteriores alcanzaron en dos ocasiones más la final, en 2006 y 2008, cayendo en ambas derrotados por los Melbourne Tigers.
Precisamente al térnimo del campeonato de 2008, los Kings se disolvieron debido a problemas económicos. Pero en 2010 el equipo se volvió a poner en marcha, gracias a un nuevo consorcio que se hizo cargo del club, regresando a la máxima competición australiana en la temporada 2001-11.

## Palmarés
- NBL
  - Campeón 2003, 2004 y 2005
  - Finalista 2006 y 2008